# Norra Murstenstjärnen, Närke
Norra Murstenstjärnen är en sjö i Lekebergs kommun i Närke och ingår i Göta älvs huvudavrinningsområde. Sjöns area är 0,036 kvadratkilometer och den befinner sig 193 meter över havet.